# Tmetonota peregrina
Tmetonota peregrina är en insektsart som beskrevs av Heinrich Hugo Karny 1917. Tmetonota peregrina ingår i släktet Tmetonota och familjen gräshoppor. Inga underarter finns listade i Catalogue of Life.